# Татищев, Леонид Александрович
Леонид Александрович Татищев (3 [15] мая 1827, Москва — 5 [17] августа 1881, Санкт-Петербург) — генерал-лейтенант из старшей ветви Татищевых, участник подавления венгерской революции (1849) и русско-турецкой войны (1877—1878).

## Биография
Родился в Москве 3 (15) мая 1827 года в семье пензенского помещика Александра Александровича Татищева и Анны Дмитриевны, урождённой Полевой. Братья и сёстры: Александр, Дмитрий, Елена, Юрий, Дарья.
По окончании курса в школе гвардейских подпрапорщиков и кавалерийских юнкеров произведен (10 августа 1845 г.) в корнеты лейб-гвардии Гусарского полка. Через 14 лет службы был произведен в полковники и в 1863 году назначен (5 октября) командиром 5-го гусарского Александрийского полка, а через месяц (3 ноября) — 2-го лейб-гусарского Павлоградского. В 1865 году он был пожалован флигель-адъютантом к Его Величеству и в следующем году произведён в генерал-майоры с зачислением в свиту Его Величества. На некоторое время строевая служба Татищева прервалась, и он, ввиду польского восстания, был назначен военным начальником в Мариуполь, но в 1875 году вернулся снова в строй командующим сперва 6-й, а затем, после переформирования кавалерии, 11-й кавалерийской дивизией, с которой в чине генерал-лейтенанта (с 30 августа 1876 г.) выступил в Турецкую войну 1877—1878 гг.
Будучи ещё лейб-гусаром, участвовал с 20 мая по 2 ноября 1849 г. в Венгерском походе, а начальником дивизии — во всех четырёх периодах русско-турецкой войны (1877—1878), причём за сражение под Чаиркиоем (9 сентября 1877 г.) награждён золотой осыпанной бриллиантами саблей с надписью «За храбрость», а за отличие вообще в Турецкую войну — орденом Владимира 2-й степени с мечами. Кроме того, Tатищев имел серебряную медаль за труды по устройству крестьян Царства Польского для ношения на груди на Анненской ленте.
Скончался 5 (17) августа 1881 года и был похоронен в Троицкой Сергиевой Приморской пустыни (могила не сохранилась).
российские:

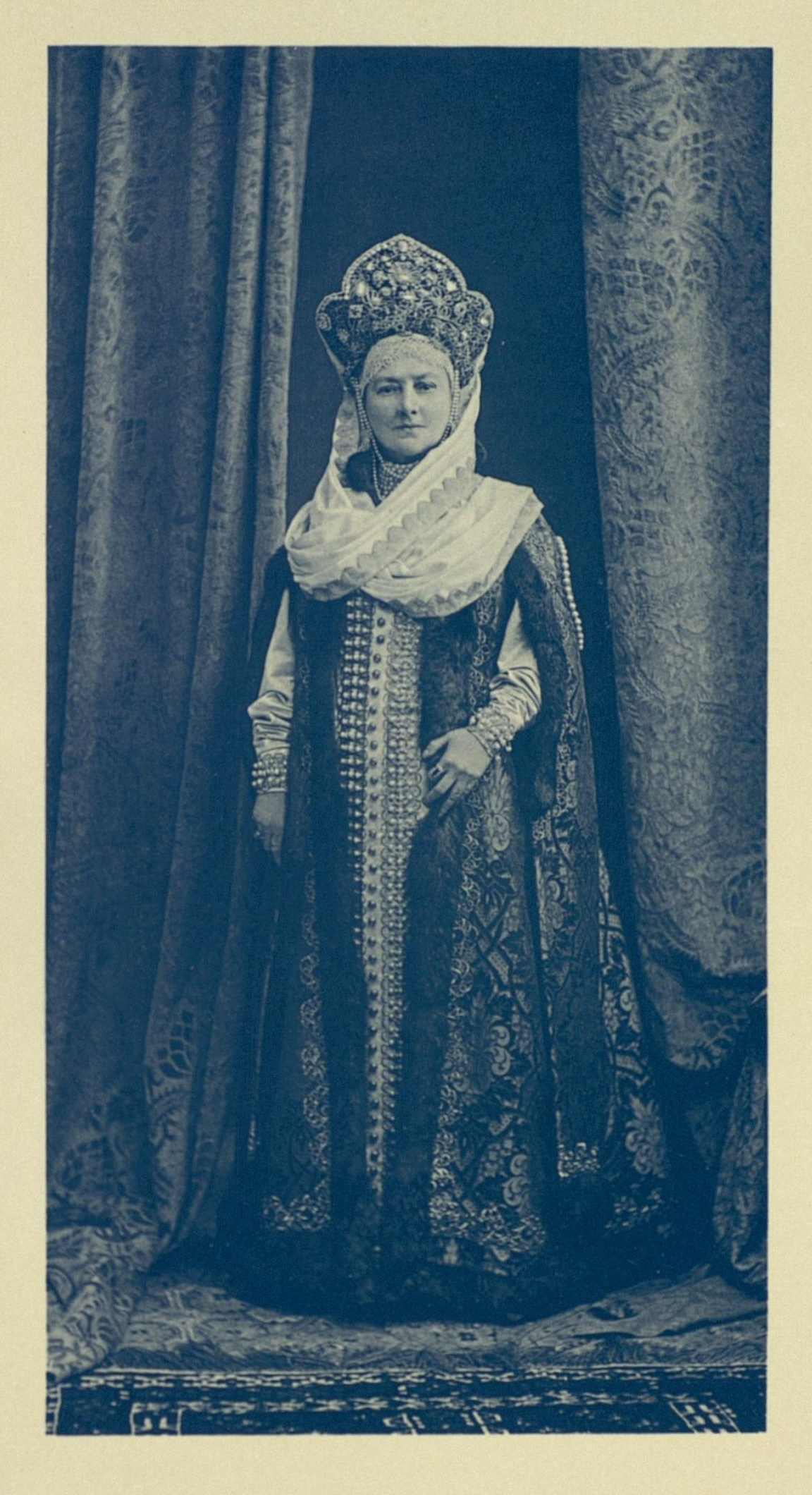
Екатерина Бибикова, супруга

- Орден Святого Станислава 2 ст. (1857)
- Императорская корона к ордену Святого Станислава 2 ст. (1861)
- Орден Святой Анны 2 ст. (1863)
- Орден Святого Владимира 3 ст. (1868)
- Орден Святого Станислава 1 ст. (1870)
- Орден Святой Анны 1 ст. (1874)
- Золотая сабля «За храбрость» украшенная бриллиантами (1878)
- Орден Святого Владимира 2 ст. с мечами (1880)

## Семья
Жена (с 5 февраля 1856 года) — Екатерина Ильинична Бибикова (08.04.1835—21.08.1917), фрейлина двора, дочь генерал-адъютанта Ильи Гавриловича и Варвары Петровны Мятлевой. Венчались в Петербурге в Исаакиевском соборе, поручителями по жениху был А. А. Татищев, по невесте — П. И. Мятлев и С. И. Величка. 
Умерла в Петрограде от старческой дряхлости, похоронена на кладбище Сергиевой пустыни. Дети:
- Александр (1856—1876), воспитанник Императорского Александровского Лицея.
- Илья (1859—1918), генерал-адъютант Николая II, канонизирован.
- Елена (ум. в младенчестве)
- Леонид (1868—1916), уполномоченный Красного креста.